# ロング・トレイン・ランニン
「ロング・トレイン・ランニン」（Long Train Runnin'）は、アメリカ合衆国のロック・バンド、ドゥービー・ブラザーズが1973年に発表した楽曲。作詞・作曲はメンバーのトム・ジョンストンによる。3作目のスタジオ・アルバム『キャプテン・アンド・ミー』（1973年）からの第1弾シングルとしてリリースされた。

## 解説
ドゥービー・ブラザーズが、元々はインストゥルメンタルとして演奏していた曲だが、プロデューサーのテッド・テンプルマンの案によって、ジョンストンが歌詞も書き下ろすことになった。
バンドの母国アメリカではBillboard Hot 100で8位に達し、バンドにとって初の全米トップ10シングルとなった。また、オランダのシングル・チャートでは「リッスン・トゥ・ザ・ミュージック」（1972年）以来となる自身2度目のトップ10入りを果たした。ドゥービーズのサウンドは、1971年から75年ごろまではアメリカン・ロック/ルーツ・ロックだったが、76年以降はAOR/アダルト・コンテンポラリーの音楽性へと変化していった。
1973年当時は全英シングルチャート入りを果たせなかったが、1993年にはシュア・イズ・ピュアによるリミックス・ヴァージョンがシングルとしてリリースされ、同ヴァージョンは1993年12月4日付の全英シングルチャートで7位に達した。ビルボードはこの曲を、タイムリーで調和のとれたAM 料理人と呼んでいる。

## メディアでの使用
「ロング・トレイン・ランニン」は、アメリカ映画『コードネームはファルコン』（1985年公開）、ドイツ映画『愛の涯 私は風になった』（2007年公開）のサウンドトラックで使用された。トヨタ・チェイサー（90系）のコマーシャルソングにも使用された。
また、CDジャーナルによれば、2001年に発売されたベスト盤の4曲目に収録されている。

## カヴァー

### バナナラマによるカヴァー
イギリスのガール・グループ、バナナラマによるカヴァーはアルバム『ポップ・ライフ』（1991年）に収録され、シングルとしてもリリースされた。バナナラマのヴァージョンのタイトルは「Long Train Running」と表記されているが、日本語表記はオリジナル・ヴァージョンと同様「ロング・トレイン・ランニン」となった。レコーディングにはジプシー・キングスが"Alma de Noche"という変名で参加している。

#### 収録曲
7インチ・シングル
1. "Long Train Running"
2. "Outta Sight"

ヨーロッパ盤12インチ・シングル
1. "Long Train Running (Alma De Noche Mix)"
2. "Long Train Running (The Romany Dance Mix)"
3. "Outta Sight"

CDシングル
1. "Long Train Running (7 Inch Version)" - 3:30
2. "Long Train Running (Alma De Noche Mix)" - 6:39
3. "Long Train Running (Flamenco CD Mix)" - 4:57
4. "Outta Sight" - 4:31

### アルバム収録
- リッチー・ヘブンス - アルバム『The End of the Beginning』（1976年）に収録。
- ダンス☆マン - アルバム『MIRRORBALLISM 2〜New Generation Dance Classics〜』（1999年）に、本作の替え歌「ロン毛・ドレッド・タンニング」を収録。
- 小林香織 - アルバム『SHINY』（2008年）に収録。
- TRANCE-ANGELS - 1996年12月にエイベックスから発売されたコンピレーション・アルバム『ハウスレボリューション VOL.49』に収録。